# Storia del debito pubblico italiano
La storia del debito pubblico italiano è stata caratterizzata da diversi periodi di tendenza, dai tempi dell'Unità d'Italia fino agli anni recenti.

## Introduzione
Dalla creazione del debito unificato degli stati pre-unitari nel 1861, si sono verificati quattro principali periodi di accumulo del debito pubblico:
- Seconda metà del XIX secolo;
- Periodo connesso alla prima guerra mondiale;
- Periodo connesso alla seconda guerra mondiale;
- Periodo successivo alla metà degli anni sessanta.

La dinamica del debito italiano è molto diversa da quella della maggior parte degli altri paesi industrializzati, come Regno Unito, Francia, Giappone.
Il debito pubblico è spesso analizzato in rapporto ad altri fattori, come la dimensione del PIL o la crescita reale del PIL. Infatti, il debito pubblico ha stretta relazione con altri fattori economici, come la crescita economica, il saldo primario e le componenti di spesa pubblica (ad esempio, esterna o interna); il debito pubblico italiano storicamente tende ad essere elevato rispetto alla dimensione del PIL, a fronte di una crescita economica non sempre elevata.

## Dall'Unità d'Italia alla prima guerra mondiale

### L'unificazione fiscale nello stato unitario
L'unificazione dei debiti degli Stati preunitari fu stabilita con legge n. 174 del 4 agosto 1861 dal Regno d'Italia. L'unificazione dei debiti intendeva raccordare la nuova gestione con quelle precedenti, nonostante le differenze tra le entità del debito dei vari stati: il 57% del totale era costituito dal debito del solo Regno di Sardegna, gravato dai costi della campagna di unificazione nazionale. Pertanto, per fare fronte all'indebitamento pregresso, già a partire dal 1862 vennero istituiti diversi nuovi tributi. Inoltre, in risposta all'aumento del disavanzo dovuto alla terza guerra di indipendenza, nel 1866 fu decretato l'Eversione dell'asse ecclesiastico che comportò la vendita all'asta dei beni ecclesiastici incamerati dallo stato (compresi beni delle opere assistenziali): i ricavati dalle vendite furono però modesti e l'operazione un sostanziale fallimento. Tutte queste misure non furono sufficienti ad arginare l'aumento del disavanzo, per cui nel 1868 venne infine introdotto uno dei tributi più impopolari: la tassa sul macinato. 
Nonostante le maggiori entrate generate dalle nuove imposte, il rapporto debito/PIL nel 1871 era comunque più che raddoppiato in dieci anni (passando dal 37,6% del 1861 al 96,1% del 1871) anche a causa delle costose campagne belliche, in particolare della guerra austro-prussiana del 1866, e della costruzione di infrastrutture pubbliche. Negli anni 1870 il debito aveva superato il 100% del PIL.
Nel 1866 venne imposto il corso forzoso, per stimolare la circolazione di moneta cartacea rispetto a quella metallica. Nel 1883 il corso forzoso venne però abolito, ma questo venne di fatto reintrodotto già nel 1887, a cui seguirà un progressivo aumento del debito pubblico negli anni successivi. In particolare, il debito pubblico conobbe un brusco aumento tra il 1889 al 1894, lustro in cui si verificò una forte crisi bancaria. In risposta a tale crisi, nel 1893 venne istituita la Banca d'Italia. Nel frattempo, nel dicembre 1888, il potente primo ministro Francesco Crispi aveva ottenuto di destinare per legge un terzo del bilancio pubblico italiano alle spese militari, con il fine di intraprendere una politica coloniale.
Nel 1897 il rapporto debito/PIL raggiunse il valore massimo fino a quel momento, pari al 117%.  Il rapporto del debito/PIL diminuì nel periodo giolittiano grazie all'effetto della crescita economica, scendendo progressivamente fino al 74% nel 1911.

### La prima fase di industrializzazione
Nel 1898, per la prima volta nella storia unitaria, il saldo del debito pubblico divenne positivo: rimase tale sino al 1909: questa situazione rilanciò il dibattito sulla politica economica, produttiva e tributaria, non più limitandolo al solo tema dell'aumento delle entrate statali tramite aumento della tassazione, ma anche sui temi di rilancio vero e proprio dell'economia, ad esempio sulla necessità o meno del protezionismo agricolo, e sul tema della spesa pubblica, ad esempio se fosse eccessiva o meno in alcuni settori, come nei casi della burocrazia e dell'esercito. Tra il 1896 e il 1913 avvenne una prima fase di industrializzazione, con un'accelerazione nella crescita economica e un aumento del PIL rispetto al passato.

## Tra le due guerre
L'Italia uscì dalla prima guerra mondiale con debito pubblico estremamente elevato, che toccò il valore massimo nel 1920. 
Tra il 1925 e il 1927, il debito pubblico, in massima parte composto da debito con l'estero, venne in gran parte condonato grazie all'azione mediatrice del ministro delle finanze Giuseppe Volpi: questo successo negoziale ebbe come conseguenza un basso peso del debito ancora per un decennio, ovvero fino all'inizio degli anni trenta. In questa fase concorsero al contenimento del debito altri due fattori: la debolezza della lira e la crescente inflazione, tuttavia si ebbe la svalutazione del valore reale dei salari e una progressiva crescita della disoccupazione. Per contrastare la svalutazione, già nel 1926 il governo aveva annunciato una politica di rivalutazione della lira, vista la sua continua svalutazione, tramite l'obiettivo del cambio fisso tra la lira e la sterlina britannica nella proporzione del 90% e per questo chiamata Quota 90.

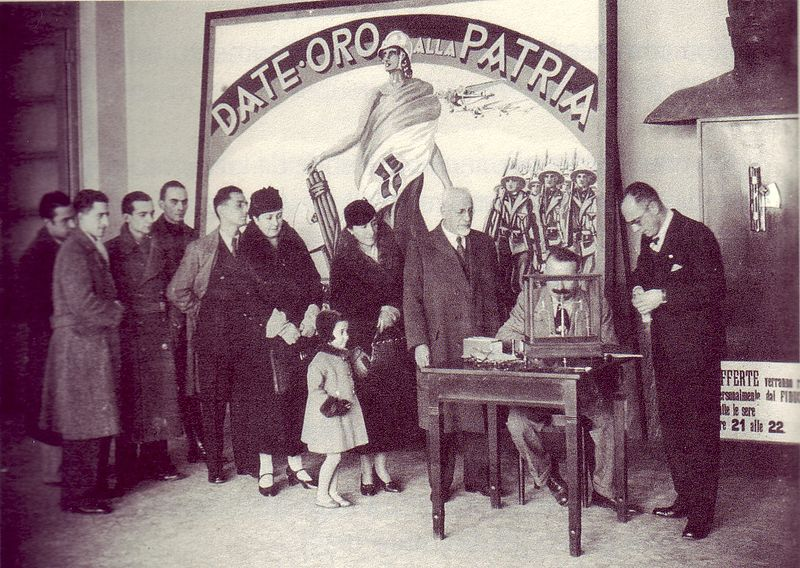
Consegna delle fedi d'Oro per l'iniziativa "Oro alla patria".

Nel 1933 venne creato l'IRI, su progetto di Alberto Beneduce, come soluzione temporanea per proteggere alcuni comparti industriali dal rischio di allargamento della crisi bancaria.
La situazione economica e debitoria italiana cambiò bruscamente nel 1935, dopo la decisione governativa dell'inizio della campagna di guerra in Africa: venne infatti imposta una pesante tassazione ai soggetti privati (sia tramite una imposta patrimoniale, che con iniziative come Oro alla Patria), che si applicò anche ad alcuni comparti produttivi (la tassa IGE colpì infatti alcune fasi della produzione), ciononostante la spesa pubblica (e con essa il debito) ricominciò a salire bruscamente. Nel 1936 l'Italia uscì infine dal regime di gold standard. Dal 1936 il debito pubblico aumentò progressivamente, fino a raggiungere il massimo nel 1943.

## Secondo Dopoguerra

### I "trenta gloriosi"

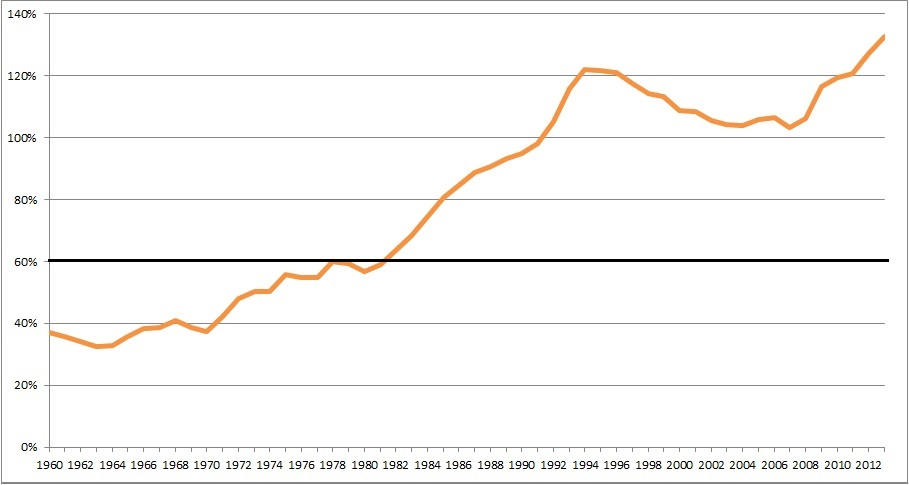
Andamento del debito pubblico italiano in rapporto al PIL dopo il 1960. È evidenziato il limite del 60% fissato dal patto di stabilità. Dati: FMI.

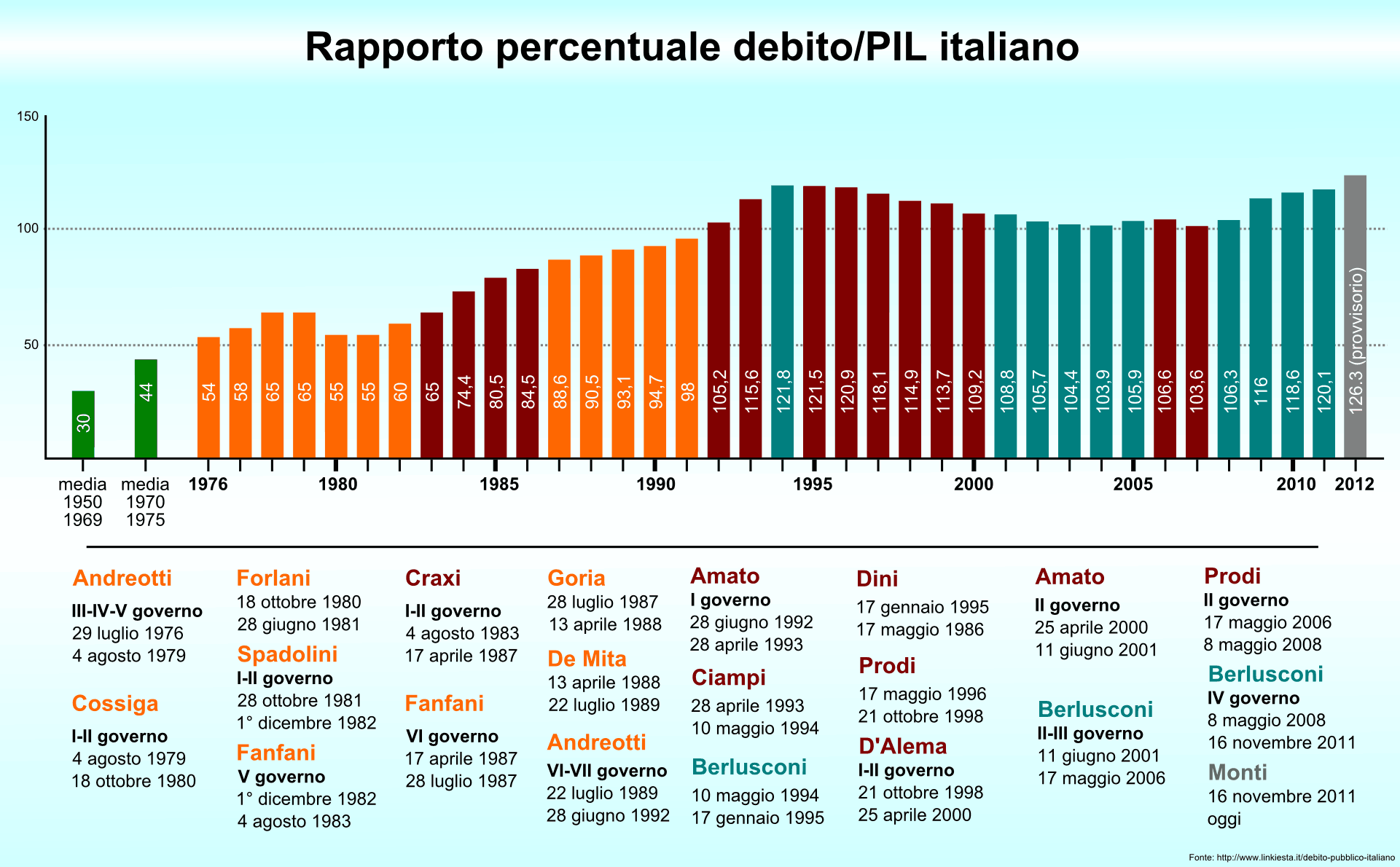
Rappresentazione grafica del rapporto percentuale del debito pubblico in rapporto al Prodotto interno lordo: l'andamento mostra i dati dal 1976 (governo Andreotti) al 2012 (governo Monti).

L'immediato dopoguerra, fino agli anni sessanta, fu un periodo di grande crescita economica sostenuta da una combinazione di fattori, tra cui il grande volume di esportazioni. L'intero trentennio dal 1945 al 1975 è caratterizzato da una congiuntura economica molto positiva, per cui alcuni storici si riferiscono a questi anni come "i trenta gloriosi".
Nel 1963 il debito pubblico italiano rispetto al PIL toccò il livello minimo dal dopoguerra (32,6%): dopo, questo indicatore cominciò a crescere ininterrottamente fino ai primi anni novanta, toccando il picco nel 1994 del 120%.
Il periodo tra la fine degli anni sessanta ed i primi anni ottanta vide un graduale rallentamento della crescita economica (e quindi l'esaurirsi del boom economico), mentre gli anni settanta furono caratterizzati da alcuni periodi di recessione legati alle crisi petrolifere. Nel trentennio 1960-1990, si assistette ad un progressivo aumento della spesa pubblica, che passò dal 29% del PIL del 1960 al 53,5% del 1990: tale maggiore spesa seguì alla graduale istituzione, dagli anni sessanta, di un esteso sistema di welfare state per venire incontro alle richieste dei lavoratori, ed alla messa in atto di ricette keynesiane di espansione della spesa pubblica per sostenere la produzione e dunque la crescita economica stessa (finanziamento in deficit della crescita). Come conseguenza, la spesa pubblica in prestazioni sociali in rapporto al Prodotto interno lordo raddoppiò in trent'anni.
Se il debito aumentò, però, non si assistette ad un aumento proporzionale della pressione fiscale che, dal 25,7% del 1960, ancora nel 1985 era pari al 34,6% del PIL, contro il 41% della media europea e il 45% della Francia. Anche la spesa per interessi sul debito aggravava il debito stesso, dovuta ad uno spread non basso (rendimenti dei BOT fino al 20%) a causa di una situazione politica interna giudicata dal di fuori non pienamente credibile e stabile già a partire dagli anni settanta dopo il boom economico, proseguita poi negli anni ottanta e terminata con gli attacchi speculativi alla lira nello SME dei primi anni novanta, cui l'Italia fronteggiava tramite la svalutazione della lira, lo scandalo di tangentopoli e la fine della Prima Repubblica,.
Conseguenza di questa asimmetria tra entrate ed uscite nel bilancio dello Stato è dunque un elevato deficit pubblico, che passa da una media inferiore al 2% negli anni sessanta a una media rispettivamente del 5% e del 9% nella prima e nella seconda metà del decennio successivo, per mantenersi intorno al 10-11% negli anni ottanta. La conseguenza fu dunque il continuo aumento del debito pubblico. Va anche osservato come, nel corso degli anni settanta, diminuisca la crescita del PIL reale, mentre aumenta l'inflazione; anche le esportazioni vedono una diminuzione rispetto agli anni sessanta.

### Gli anni settanta
Gli anni settanta furono caratterizzati, per la prima volta dal dopoguerra, da alcuni periodi di recessione: questi avvennero in concomitanza delle crisi petrolifere a partire dal 1973. La spesa pubblica iniziò a salire sostanzialmente, anche per venire incontro alla richiesta di maggiori misure di welfare da parte dei lavoratori; nel 1973 si decretò per alcune categorie di dipendenti pubblici la possibilità di pensioni anticipate. Durante tutti gli anni settanta il peso del debito sul PIL fu comunque mitigato dalla forte inflazione, dove la Banca d'Italia emetteva moneta per acquistare i titoli di stato non collocati sul mercato, alimentando ulteriormente l'inflazione stessa. Infatti, nel 1980, l'incidenza del debito pubblico sul PIL era solo del 56,9%; questo valore era tuttavia notevolmente maggiore di quello delle principali economie europee.

### Gli anni ottanta
Nel 1981, con la politica monetaria del cosiddetto divorzio tra Ministero del Tesoro e Banca d'Italia, quest'ultima non fu più obbligata a pagare il debito attraverso l'emissione di moneta. Agli inizi degli anni ottanta l'inflazione era molto alta e a questo si unì un aumento notevole della spesa pubblica. Il cosidetto divorzio, pertanto, inaugurò una nuova fase di politica monetaria avente l'obiettivo di una minore inflazione della Lira, ma non privò i governi italiani del potere di influenzarne i tassi. Tuttavia, nonostante la nuova politica, il deficit primario rimase alto (dell'ordine del 3%), fatto che portò ugualmente ad un graduale aumento del rapporto deficit/PIL fino ad arrivare al 92% del 1989.

### Gli anni novanta
Il culmine del debito pubblico fu raggiunto nella prima metà degli anni novanta: nel 1994, infatti, fu raggiunto il record di un indebitamento pubblico al 121,8% del PIL, mentre quelli di Francia, Germania e Regno Unito si attestavano rispettivamente al 49,4%, 47,7% e 43%. A questo punto la riduzione del debito non era più prorogabile, soprattutto se l'Italia voleva entrare nella nascente Unione Monetaria Europea. Infatti secondo il Trattato di Maastricht, il rapporto deficit/PIL doveva essere sotto il 3%, e il rapporto debito/PIL sotto il 60%; e nel caso questi parametri non fossero rispettati, bisognava dimostrarsi in grado di avvicinarcisi il più velocemente possibile. Pertanto, a partire dal 1992 la politica economica del Paese si concentrò principalmente sulla riduzione del disavanzo del bilancio delle amministrazioni pubbliche e sulla conseguente riduzione del debito nazionale.
I governi italiani che si succedettero negli anni novanta si orientarono così su tagli alla spesa e sull'adozione di nuove misure per aumentare le entrate, in particolare un ambizioso piano di privatizzazioni di asset pubblici; tali cessioni di partecipazioni statali hanno però indebolito l'industria italiana nella scena internazionale. Dal 1991 al 2008 l'Italia godette di un avanzo primario di bilancio, al netto dei pagamenti di interessi. Il disavanzo complessivo della pubblica amministrazione, comprendente gli interessi, scese allo 0,6% del PIL nel 2000, da valori in media di oltre il 10% a cavallo tra gli anni ottanta e novanta. L'Italia venne così ammessa all'Unione economica e monetaria dell'Unione europea (UEM) nel maggio 1998.
Parallelamente, il debito pubblico, dai massimi del 1994 (121,8%) continuò a scendere costantemente fino al 99,7% del PIL nel 2007; da allora tuttavia ha invertito la tendenza, ricominciando lentamente a risalire, con un'accelerazione nel 2009 (quest'ultimo aumento in parte a causa della maggiore spesa pubblica effettuata dal Governo per contenere la crisi, ma anche per la diminuzione del PIL). Da allora il rapporto debito/PIL è salito ancora superando i precedenti massimi della metà degli anni Novanta e raggiungendo il valore record del 132,6% nel 2013.

### Gli anni duemila
A metà 2008 l'Italia subisce i riflessi della crisi dei subprime.
Nel novembre 2011 si verifica una crisi del debito sovrano italiano, che porta alla formazione di un governo tecnico e all'emanazione del decreto "Salva Italia".
Nel mese di agosto del 2015, il debito pubblico italiano ammontava a 2.203 miliardi di euro. Nel mese di gennaio del 2024, il debito pubblico italiano ammontava a 2.855 miliardi di euro.
Nel mese di novembre del 2024, il debito pubblico italiano ammontava a 3.005,2 miliardi di euro. Nel febbraio 2025, il debito torna a scendere sotto i 3 mila miliardi di Euro.